# Cueva del Gato
La cueva del Gato es en realidad la boca sur del sistema espeleológico denominado sistema Hundidero-Gato, aunque habitualmente se suele conocer a todo el conjunto por el nombre de esta, su boca más famosa. Se trata del sistema más importante de Andalucía con más de 9000 m topografiados y uno de los mayores de España, con agua permanente, simas, lagos, sifones y cierta peligrosidad debido a que las intensas lluvias de la zona hacen variar el cauce subterráneo con gran rapidez, unido a la temperatura de sus aguas, ha provocado la muerte a varias personas. Está considerada bien de interés cultural, por sus pinturas rupestres, y monumento natural.

## Situación
La cueva del Gato está situada en el municipio de Benaoján, en la provincia de Málaga, dentro del parque natural Sierra de Grazalema, unos 15 km al oeste de Ronda. 
La sima, o cueva del Hundidero, se sitúa unos 3 km al norte de Montejaque junto a la carretera MA-8403, siendo la boca superior o de entrada al sistema a una altura de 593 m. El sistema se desarrolla en un total de 7818 m y un desnivel de -219 m, con un recorrido principal de 4500 m en dirección norte-sur hasta la boca sur o inferior de la cueva del Gato a una altura de 423 m, justo en el río Guadiaro y junto a la carretera MA-555 de Ronda a Benaoján y a la vía del ferrocarril Ronda-Algeciras.

## Características
Como toda la sierra de Grazalema, se trata de una zona kárstica de roca caliza donde el agua ha generado un impresionante mundo subterráneo. El sistema Hundidero-Gato recoge el agua de una amplia y relativamente llana cuenca que forma el río Río Guadares, también llamado «Campobuche», que nace cerca de la localidad de Villaluenga del Rosario, unos 15 km al suroeste de la cueva de Hundidero, donde dicho río desaparecía para volver a aparecer en la cueva del Gato y confluir con el río Guadiaro.

## Historia
En 1920 se construyó una presa hidroeléctrica (llamada presa de los Caballeros) en la misma entrada de la cueva de Hundidero para intentar aprovechar este cauce. El vaso de la presa, de naturaleza kárstica, provocaba la filtración de las aguas, que volvían a reaparecer en el interior del sistema. Se construyeron entre otras actuaciones, caminos, pasadizos, puentes colgantes y se instaló iluminación, algunas de las cuales se pueden observar todavía, para taponar con hormigón las galerías que recibían las aguas, aunque sin éxito, por lo que finalmente en 1950 se abandonó la obra.
Sin embargo, estas modificaciones provocaron que el agua ya no fluya por la misma Sima de Hundidero ni por la primera sección de la cueva, sino que las nuevas filtraciones aparecen en la cueva poco después, haciendo más imprevisible el comportamiento del sistema ya que se empieza la travesía sin agua y poco a poco va formándose un gran caudal que puede hacer imposible la continuación. También destruyeron un gran número de formaciones calcáreas.

## Estatus
La cueva del Gato fue declarada en 2011 monumento natural de Andalucía; previamente había adquirido la condición de bien de interés cultural por Ley 16/1985, de 25 de junio, del Patrimonio Histórico Español, que protege con dicha figura «las cuevas, abrigos y lugares que contengan manifestaciones de arte rupestre»

## Galería
|                                                             |
| Entrada a la cueva seca con un turista para apreciar tamaño |

|                             |
| Lienzo de la Cueva del Gato |

|                               |
| Cueva del Gato y río Gaduares |